# Linda Gamble
 (décembre 2023).
Si vous disposez d'ouvrages ou d'articles de référence ou si vous connaissez des sites web de qualité traitant du thème abordé ici, merci de compléter l'article en donnant les références utiles à sa vérifiabilité et en les liant à la section « Notes et références ».
Pour l’article homonyme, voir Gamble.
Ellen Stratton Christa Speck
Linda Gamble est un modèle de charme de nationalité américaine. Elle est connue comme Playmate of the Month du magazine Playboy en avril 1960, et a été, en 1961, la deuxième Playmate of the Year.

## Biographie
Originaire de Pittsburgh, Linda Gamble y travaillait comme secrétaire lorsqu'elle fut repérée par le magazine Playboy et devint Miss Avril 1960, photographiée par Mario Casilli. Elle fut ensuite choisie comme Playmate de l'Année 1961, deuxième à recevoir ce titre après Ellen Stratton. 
Après les photos, elle quitta la Pennsylvanie pour l'Illinois et travailla jusqu'en 1965 comme Bunny girl au club Playboy de Chicago. 
Elle se maria, déménagea en Californie, eut six fils et revint sur le tard à Chicago.
En septembre 1979, elle fit partie des 136 playmates  - dont 11 Playmates de l'Année - présentes au Manoir Playboy de Los Angeles pour fêter avec Hugh Hefner, son fondateur, les 25 ans du magazine.

## Apparitions dans les numéros spéciaux dePlayboy
- Playboy's Playmates - The First 15 Years  1983 - page 51
- Playboy's Playmates of the Year  Novembre-Décembre 1986 - pages 6-7
- Playboy's Book of Lingerie  Novembre-Décembre 1995 - page 55
- Playboy's Pocket Playmates 1953-1964  1995-1996 - page 64
- Playboy's Celebrating Centerfolds  14 septembre 1999 - page 49
- Playboy's Centerfolds Of The Century  Avril 2000 - page 40
- Playboy's Playmates of the Year  Décembre 2000 - page 6